# Drzewce Wąskotorowe
Drzewce Wąskotorowe – zlikwidowany przystanek kolejowy w Drzewcach, w województwie wielkopolskim, w Polsce, na trasie wąskotorowej linii Witaszyce Wąskotorowe – Zagórów.